# Suore serve di Maria Santissima Addolorata
Le suore serve di Maria Santissima Addolorata sono un istituto religioso femminile di diritto pontificio.

## Storia
La congregazione trae origine da una comunità di terziarie dell'Ordine dei servi di Maria organizzata nel 1854 da Giuditta Signorini (in religione madre Maria Giuliana di Sant'Anna) presso il convento della Santissima Annunziata di Firenze ed eretta in istituto di diritto diocesano con decreto del 16 dicembre 1901.
L'istituto, aggregato all'Ordine dei servi di Maria dal 27 marzo 1876, ricevette il pontificio decreto di lode il 9 luglio 1913 e le sue costituzioni vennero approvate definitivamente dalla Santa Sede il 22 dicembre 1931.
Durante la seconda guerra mondiale, nel periodo dell'occupazione tedesca susseguente all'8 settembre 1943, trovarono rifugio nella sede fiorentina della congregazione 12 ragazze ebree, polacche e belghe, che erano giunte come profughe a Firenze sotto l'assistenza della DELASEM. Munite di documenti falsi e vestite con l'uniforme del convento, le ragazze sopravvissero ad ogni pericolo fino alla Liberazione. Per aver salvato le loro vite, la madre superiora Maria Maddalena Cei fu insignita il 4 settembre 1997 dell'alta onorificenza di giusti tra le nazioni dall'Istituto Yad Vashem a Gerusalemme.

## Attività e diffusione
Le serve di Maria si dedicano all'istruzione della gioventù e ad altre opere di assistenza in seminari, ricoveri e ospedali.
Oltre che in Italia, sono presenti in Cile e Colombia: la sede generalizia è a Firenze.
Al 31 dicembre 2005 l'istituto contava 242 religiose distribuite in 35 case.